# 蒙蒂耶拉梅
蒙蒂耶拉梅（法語：Montiéramey，法語發音：[mɔ̃tjeʁamɛ]）是法国奥布省的一个市镇，属于特鲁瓦区。

## 地理
蒙蒂耶拉梅（48°13'50"N, 4°18'21"E）面积6.73 平方千米，位于法国大東部大區奥布省，该省份为法国中北部省份，北起马恩省，西接塞纳-马恩省，西南至约讷省，东南至科多尔省，东临上马恩省。
与蒙蒂耶拉梅接壤的市镇（或旧市镇、城区）包括：巴尔斯河畔布列勒、巴尔斯河畔吕西尼、梅尼勒圣佩尔、巴尔斯河畔蒙特勒伊。

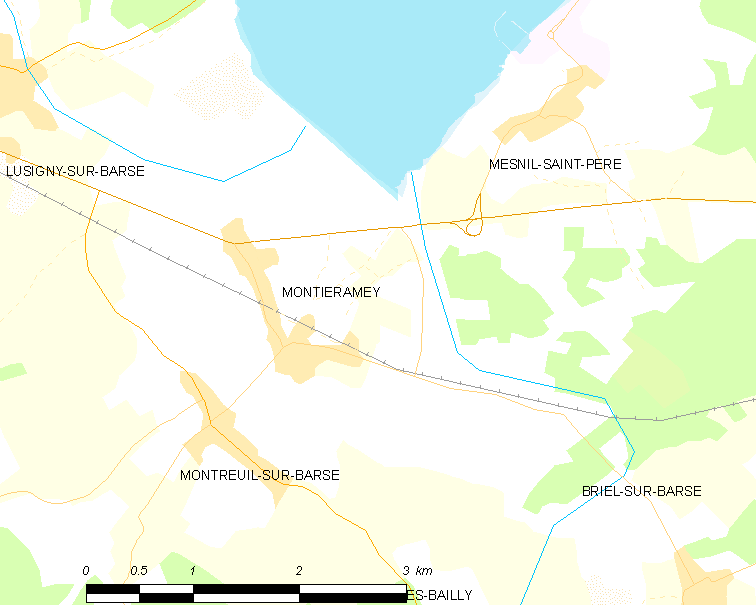
蒙蒂耶拉梅的OSM定位图

蒙蒂耶拉梅的时区为UTC+01:00、UTC+02:00（夏令时）。

## 行政
蒙蒂耶拉梅的邮政编码为10270，INSEE市镇编码为10249。

## 政治
蒙蒂耶拉梅所属的省级选区为巴尔斯河畔旺德夫尔县。

## 人口

1962-2008年间蒙蒂耶拉梅人口变化图示

蒙蒂耶拉梅于2022年1月1日时的人口数量为405人。